# Bourbon del Monte Santa Maria

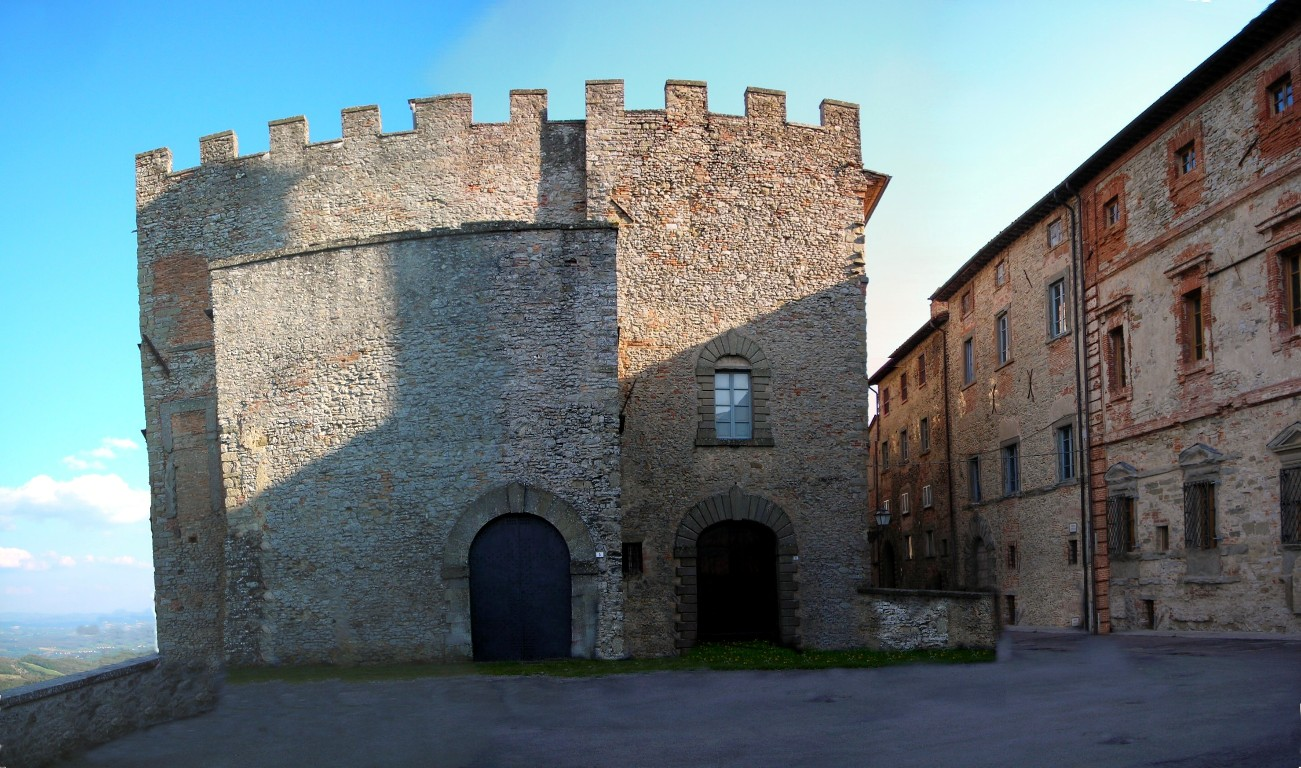
Die Burg in Monte Santa Maria Tiberina

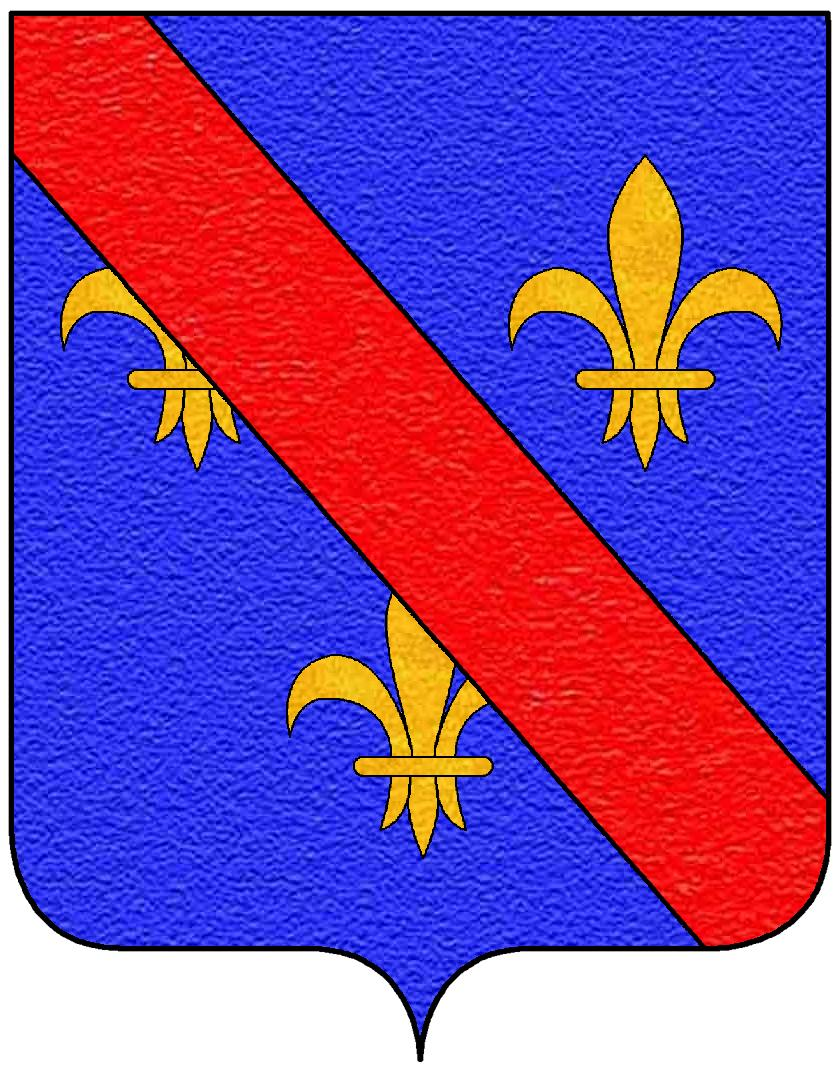
Wappen der Bourbon del Monte

Die Bourbon del Monte Santa Maria waren eine der bedeutendsten toskanischen Familien des Mittelalters; sie waren später auch in Umbrien und den Marken ansässig. Die Familie besaß Ländereien u. a. in Val di Chiana und in Valdarno Aretino, am Oberlauf des Tiber, in Cortona, Città di Castello und Perugia.
Das Wappen der Familie trägt auf blauem Grund drei goldene Lilien mit einem roten Schrägstreifen darüber, als Zeichen für eine jüngere Linie. Die Ähnlichkeit des ursprünglichen Lilienwappens mit dem des Hauses Bourbon führte wohl im späten 13. Jahrhundert zum entsprechenden Namenszusatz (das französische Haus Bourbon entstand erst 1272 durch die Heirat eines Kapetingers mit der Erbin der gleichnamigen Burg und Herrschaft). Von einer Verwandtschaft des zeitgleichen ersten Markgrafen Guido von Monte Santa Maria (1250–93) mit den Letzteren ist aber nichts bekannt. Vielmehr dürfte sich das Familienwappen von der Lilie als Symbol der oberitalienischen Guelfenpartei herleiten.
Der älteste der Familie übernahm die Regentschaft der Markgrafschaft in Castrum Montis S. Mariae (heute Monte Santa Maria Tiberina genannt), mit dem Titel "Reggente il Marchesato". Die Münze wurde Montesca genannt. Der Hauptzweig der Bourbon ließ sich in Florenz, aber Petriolo, Sorbello, Petrella und Città di Castello, sekundäre Zweige der Familie in Perugia sich angesiedelt haben, während Montini in Ancona angesiedelt hatten.
Zu den bekanntesten Mitgliedern der Familie, in ihren verschiedenen Zweigen, gehören der Kardinal Francesco Maria Bourbon Del Monte, früher Förderer des italienischen Künstlers Michelangelo Merisi da Caravaggio, und Guidobaldo del Monte, Mathematiker und Astronom, der jahrzehntelang Freund und Gönner von Galileo Galilei war.

## DieMarchesider drei Reichslehen Bourbon del Monte
| Souverän Linie Monte Santa Maria (1250–1815) - Guido – 1250–93 - Guido auch bekannt als Collotorto – 1293–1337 - Ugolino I – 1337–64 - Pietro I – 1364–91 - Giacomo – 1391–94 - Interregno – 1394–1407 - Cerbone I – 1407–65 - Ugolino II – 1465–94 - Carlo – 1494–1512 - Girolamo – 1513–40 - Gian Mattia – 1540–74 - Bartolomeo – 1574–88 - Taddeo – 1588–89 - Pompeo I – 1589–1606 - Gian Battista I – 1606–14 - Francesco Maria (Cardinale) – 1615–26 - Gian Battista II (Monsignore) – 1626–30 - Curzio – 1630–41 - Fabio – 1641–46 - Borbone (Monsignore) – 1646 - Vincenzo – 1646–55 - Virginio I – 1655–68 - Francesco I – 1668–82 - Cerbone II – 1682–89 - Francesco II – 1689–1710 - Fabio Camillo – 1710–29 - Cosimo – 1729–43 - Francesco Giuseppe – 1743 - Pompeo II – 1743–47 - Antonio Maria – 1748 - Monaldo – 1749–57 - Virginio II – 1757–66 - Gian Battista III – 1766–67 - Gianbattista Filippo – 1767–80 - Pierfrancesco – 1780–81 - Gianbattista Bartolomeo – 1781 - Paolantonio – 1782–86 - Luigi – 1786–98 - Antonio Ranieri – 1798–1800 - Gianbattista Domenico – 1800–1803 - Pietro II – 1805–1809; 1814–1815 | Souverän Linie Petrella (1456–1806) - Ranieri I – 1456–88 - Evangelista I – 1488–1545 - Lancillotto I – 1545–97 - Onorio I – 1597–1631 - Ugolino I – 1631–80 - Onorio II – 1680–1728 - Ugolino II – 1728–67 - Ranieri II – 1767–89 - Camillo I –1789–91 - Ugolino III – 1791–1804 - Onorio III – 1804–1806 Souverän Linie Sorbello (1416–1815) - Lodovico I – 1416–41 - Giammatteo I – 1441–85 - Tancredi I – 1485–1501 - Guidone I – 1501–1554 - Lodovico II – 1554–68 - Tancredi II – 1568–85 - Lodovico III – 1585–1640 - Uguccione I – 1640–60 - Tancredi III – 1660–82 - Gian Francesco I – 1682–96 - Uguccione II – 1696–1724 - Lodovico IV – 1724–48 - Uguccione III – 1748–1805 - Lodovico V – 1815–1815 |